# 梅龚彬

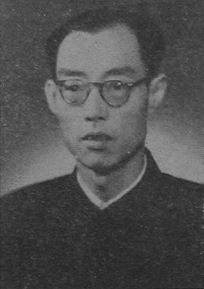

梅龚彬（1901年8月12日—1975年8月1日），又名逸仙，字电龙，号剑文，笔名龚彬、笈越，化名张柏生，湖北黄梅县城东门梅家新屋人，中国政治人物，中国共产党党员，中国国民党革命委员会中央秘书长，全国人大常委，全国政协委员。

## 生平
生于破落地主家庭。1917年至1920年在武昌启黄中学求学期间参加五四运动。1921年春中学毕业考入上海东亚同文书院。1923年在同文书院加入中国国民党，1924年作为上海市学联代表任国民党上海执行部宣传委员会委员。1924年经贺昌和施存统介绍加入共青团。1925年2月，在上海沪西工人罢工斗争中火线经恽代英、沈泽民介绍转入中国共产党。任上海徐家汇的第一任团书记和党书记。以上海学联代表的身份参与领导五卅运动，被誉为五卅运动的五虎将之一。1925年底上海的国民党左派召开国民党上海市代表大会，选举产生国民党上海特别市党部，任执行委员。1926年春从东亚同文书院毕业，放弃赴日留学，在国民党上海市党部专职党务工作。1926年9月任国民党上海市党部秘书长、国民党上海市党部中共党团书记、国民党苏浙皖沪四省市特备委员会委员。
国民政府从广州迁到武汉后，党组织考虑到梅龚彬是湖北人，武汉又特别需要干部，于是同意他到武汉工作的要求，1927年初梅龚彬偕同新婚妻子离开上海赶赴武汉，任汉口总工会教育委员、中央军事政治学校武汉分校政治教官。1927年3月20日，梅龚彬被武汉国民政府任命为国民革命军第四军第十二师上校政治部主任。
1927年8月3日同郭沫若、阳翰笙、李一氓从九江赶赴南昌，参加叶挺、朱德和贺龙领导的南昌起义。8月4日傍晚赶到南昌参加起义军，编入第十一军第24师第71团任指导员（即团政委，团长刘明夏）。随部队南下，经历会昌、汤坑等战役，在流沙部队被打散，在地方党组织的帮助下，从汕头坐船撤退到香港。1927年10月从香港赴上海向中央报告。1927年12月，听从党中央安排奔浙江组织暴动。1928年受周恩来派遣任浙江省委委员兼宣传部长（省委书记夏曦），参与组织和发动浙东和浙西的农民暴动。1928年8月调回上海，从事左翼文化活动。翻译了《政治经济学入门》一书，参与编写《社会科学词典》，为《北新》杂志撰写国际问题文章。1929年8月7日化名乔平，赴东京与日本共产党接头，8月16日在东京上野一个牙科诊所与日共联络员接头时被特高课抓捕，1930年12月15日出狱恢复自由。结识神州国光社（由陈铭枢集资收购，实际控制）的进步文人王礼锡和胡秋原。通过胡秋原，梅电龙认识了国民党民主派领袖陈铭枢和李济深。1931年6月启程归国，7月到上海，由于刚从日本牢中出来，又离开上海两年了，事实上已经漂白了身份，江苏省委书记陈云安排其转为秘密党员，以脱党的非党中间派人士公开面貌，利用各种社会关系接触国民党上层人士，进行统战工作，由潘汉年单线联系领导，不过组织生活。在上海加入到神州国光社做撰稿人，明面上就是大学教授、作家，灰色的中间派文化人，认识了CC社的头面人物吴醒亚和陈立夫，以及张群、林森、吴开先、陶百川。1931年冬，任上海《晨报》馆编辑。一二八事变爆发后神州国光社总编辑王礼锡常找梅龚彬商讨问题，在政治上为陈铭枢讨主意对付蒋介石。于是梅龚彬即按照组织意图通过神州国光社了解十九路军的动态，争取十九路军爱国将领们反蒋抗日。1932年春被上海中国公学聘为讲师，同时在暨南大学兼课。1932年秋晋升教授，先后任教于暨南大学、上海商学院。辞去《晨报》工作后，被中华书局聘为《中华》杂志特约撰稿人。蒋介石强迫十九路军南下福建后，十九路军与蒋介石的矛盾激化，陈铭枢、蒋光鼐和蔡廷锴等酝酿军事反蒋。十九路军离开上海前，梅龚彬安排蔡廷锴的代表十九路军秘书长徐名鸿会见了潘汉年，为双方以后的合作留下了一条联络的通道。陈铭枢出国前则由王礼锡陪同专门到上海会见梅龚彬告以军事反蒋计划，要求梅龚彬帮助训练十九路军干部。1933年寒假，到漳州为十九路军干部训练班讲了一期政治课。1933年5月陈铭枢从欧洲回国到达香港，感到十九路军在福建处境的困难，就立即约梅龚彬来港长谈，告诉他准备利用当时业已形成的粤、桂、闽三省联盟，以西南执委会与执行部两机构为基础，拥护胡汉民与陈济棠，以十九路军为核心，建立新的政党，联合共产党，发动民众，实现酝酿很久的政治路线。如胡汉民陈济棠不愿干，就请李济深出来领导，哪怕仅有十九路军，也要孤军奋战到底。梅龚彬认为：红军是咫尺近邻，时间那么紧迫，无论粤桂参加与否，都应首先考虑联合红军。陈铭枢对此意见表示完全赞同。两人商定之后，就去见李济深，李济深完全赞同他们的方案，随即派出朱蕴山到上海与中共联络。不得要领后，又让梅龚彬到上海去找共产党联系，也没有取得实质性进展。于是蒋光鼐、蔡廷锴又派人直接到中央苏区与共产党取得了联系，潘汉年和张云逸分别作为政治和军事联络员进驻福州。1933年11月辞去上海商学院教职，专心参与组织福建人民政府的活动，任文化运动委员会（主任陈铭枢）委员兼民众运动处处长。有军中“小孟尝”之称的前十九路军领导人陈铭枢广罗人才，梅龚彬和中共党员陈希周等受潘汉年派遣，入幕陈铭枢。1933年11月24日生产人民党正式成立，发起人包括陈铭枢等福建事变发起人共27人，党员200多人。但对成立生产人民党，梅龚彬并不赞成，认为策略错误，丢掉国民党旗帜，也丢掉了国民党内的反蒋人士，福建人民政府不免限入孤立，因组织指示不宜与事变领导人产生过大的分歧，所以梅龚彬没有反对成立这个政党。1934年1月福建事变失败后，生产人民党转移到香港，不久就自行解体，存在时间总共不到两个月。潘汉年指示梅龚彬和陈希周随十九路军撤香港，做长期卧底国民党民主派的准备（后又加派宣侠父化名宣古渔到香港，接头人还有胡鄂公和助手老杨，老杨即朱挺，原名钱讷冰。以及九龙方面的开诊所的医生柯麟）。1934年8月从上海取得中共指示后回到香港，宣传不组党而是组建一个体现抗日力量大联合的组织。经过激烈的组织路线争论，李济深等人于1935年7月成立了中华民族革命同盟，同盟成员主要由原福建事变各党派人士和原十九路军中上层军官、国民党左派以及无党派人士组成，推举李济深、陈铭枢等为中央委员，李济深为主席。 宣侠父、陈希周、和梅龚彬等共产党人，分别担任了同盟的不管部长、群运部长、和宣传部长。 叶挺是同盟军事委员。梅龚彬是中华民族革命同盟活动的中心人物。同盟扩充《大众日报》作为机关报，1936年春梅龚彬、陈辛仁等在香港创办了《民族战线》作为同盟的理论刊物，还在香港成立了半岛书店，发行《在抗战旗帜之下》《大众动向》等刊物。国民党政府施加压力，香港当局查禁了《民族战线》，封闭了半岛书店。冯雪峰把上海文化界人士分成好几类，鲁迅、茅盾等左翼作家是一类，陈望道与任白涛是另一类，第三类是梅龚彬和胡秋原等人。中共中央瓦窑堡会议精神传来后，梅龚彬主张广泛发动群众，联合一切抗日力量逼蒋抗日，而不是策动军事倒蒋。1936年12月12日西安事变爆发，中华民族革命同盟统一思想，在《救国时报》上发表宣言，提出“停止内战，一致对外”等主张，支持西安事变的和平解决。 
卢沟桥事变后，中华民族革命同盟发表宣言，号召国内外盟员和全国同胞动员起来，各尽其力，拥护政府，抗战到底。蒋介石也发电报到香港，请李济深、陈铭枢、蒋光鼐、蔡廷锴来南京，共赴国难。7月梅龚彬代表大同盟到南京见了张群。9月梅龚彬在南京就任陈立夫分管的军事委员会第六部任设计委员。1937年10月，李济深等发表《中华民族革命同盟解散宣言》，同盟正式解散。因为同盟是党控制的一个民主组织，党实际上反对解散。同盟解散后，党内对梅龚彬进行了批评。1938年春梅龚彬任任国民政府教育部特约编辑。1938年8月梅龚彬到第三战区前线慰问抗日将士，9月下旬到达泾县云岭新四军总部，叶挺挽留他住了一段时间。1938年9月30日，叶挺发电报给项英，说拟于下月到顾祝同那里去一次，如能请准假，则返香港视察各方情形。10月叶挺去上饶请准了假，10月18日，顾祝同致蒋介石电：“新四军叶军长挺，以不易行使职权，颇怀去志，现已请假赴汉，谒钧座，表示辞职，并向周恩来、陈绍禹交涉加大职权。”10月21日，叶挺致电蒋介石，表示在新四军“虽鞠诚戮力，劳怨不辞，亦无从措施”，“伏乞准予免去军长一职，以免误公”。蒋介石阅后当即批示:“电复慰勉，并询病况，如无人恙，望即来渝一叙。”10月22日，项英回到云岭，叶挺与项英商量，借助余汉谋在广东东江成立游击队，项英赞成，并答应抽调一批广东籍军政干部和枪支支援。叶挺偕夫人离开云岭新四军军部去南昌。梅龚彬跟着叶挺到了南昌才分手。叶挺从武汉再到韶关。梅龚彬到达衡阳与周恩来、叶剑英会面后，周恩来才知道叶挺的行踪，于是周恩来、叶剑英立修密件一封，派梅龚彬和方少逸从衡阳追赶叶挺，经韶关、五华县余汉谋总部、汕头、澳门才把信交给叶挺，恳请他火速返回新四军总部。1939年2月，在周恩来的亲自陪同下，叶挺才回到新四军军部。1939年初离开教育部，到战地党政委员会副主任的李济深手下任战地党政委员会设计委员会委员，编辑内部刊物《战地通讯》。1940年下半年，韩德勤在苏北与新四军寻衅闹摩擦，国民党战地党政委员会苏北分会要求重庆总部派员处理，正在桂林的战地党政委员会协助李济深工作的梅龚彬争取到视察苏北战地特派员的名义去苏北执行“视察”和“调解”任务。从重庆飞抵香港，从香港坐船到上海等待时机进入苏北。在上海租界与影星吴湄开设的“梅龙镇酒家”，是抗日救亡文化界人士的秘密聚集地。皖南事变爆发后，新四军被蒋取消，1941年3月回到香港，在廖承志领导下，与救国会的民主人士做抗日文化宣传工作。1941年夏，在廖承志指示下，与李章达起草了一份国民党民主派组织的纲领草案，到桂林征求李济深的意见。1941年底，蒋光鼐向中山大学校长许崇清下，梅龚彬在桂林接到了在坪石的中山大学的聘约。1942年1月起在中山大学法学院经济系任教授，承担经济政策和西洋经济史两门课程的讲授，有时兼授会计学和簿记学。经常举办讲座和召开座谈会，分析和议论时局，解答大学生对中国和世界反法西斯战争时局最关心的问题。1942年春，梅龚彬到韶关向廖承志汇报工作；后廖承志被中统逮捕，梅龚彬与党组织失去联系。写信告诉远在上海的妻子龚冰若。龚冰若接到信后，立即带着梅龚彬的岳母以及4个孩子千里迢迢来到粤北山区小镇。全家在1942年“五一”节团聚了。为贴补家用，妻子变卖了从上海带来的衣物，到几十里外的湖南省宜章县一所中学教英语。1944年，王亚南应厦门大学之聘而离开坪石去江西赣州，梅龚彬接替经济系主任职务。1944年底，日军打通大陆交通线，坪石沦陷前中山大学师生分东西两路疏散。东路去兴宁、梅县；西路去连县。梅龚彬和法律系主任薛祀光选择了西路。1945年春任中山大学连县分校法学院主任。抗战胜利后中山大学迁回广州石碑。1946年初任法学院代理院长、经济系主任。1946年夏获得国民政府教育部颁发的两年期的部聘教授聘书。1947年5月30日中山大学学生在广州市举行“反饥饿、反内战、反迫害”示威游行，第二天军警宪特冲进校园，抓捕了梅龚彬临时羁押在中山大学三青团部。中大师生包围了三青团部，迫使当局释放了梅龚彬夫妇。1947年6月梅龚彬被中山大学解聘。广州行辕副主任蒋光鼐借用行辕主任张发奎的专车把梅龚彬接出石碑隐蔽起来。梅龚彬接受方少逸的建议，取道中山、澳门赴香港。
1947年8月梅龚彬到港后，任香港达德学院教授，编有《社会科学大辞典》。1948年初被刚创刊的香港《文汇报》聘为社论撰稿人。受潘汉年的指派，协助李济深筹建中国国民党革命委员会，为民革成立宣言的起草人。1948年1月1日中国国民党革命委员会在香港成立，宋庆龄当选为名誉主席，李济深为主席，梅龚彬为中央执行委员会委员，代理李章达的主任秘书职务。结识了众多的民众党派和国民党左派人士，包括李任仁（白崇禧的老师）、陈此生、杨东莼、林崇墉（林则徐的孙子）、柳亚子、何香凝、彭泽民等。1948年5月起草了《中国国民党革命委员会响应中共“五一”号召》，还帮助李济深、何香凝、沈钧儒等人草拟响应“五一”号召的联名电。1948年陪同李济深等民主人士1948年12月26日从香港启程，1949年1月7日到大连，2月下旬到北京，把民革中央机关从香港迁来北平。1949年月中共中央统战部部长李维汉接见梅龚彬，李维汉说：“你的组织关系已转到中央统战部，你作为中央统战部派往民主党派工作的一个不公开的共产党员”。1949年5月当选为中华全国民主青年联合会总会执行委员。1949年9月作为民革代表参加中国人民政治协商会议第一届全体会议，当选为政协全国委员会副秘书长直至文革停职；协助秘书长徐冰分管秘书处，处理日常工作并联系各工作组。参加开国大典。
1949年10月被任命为政务院财经委员会委员。1949年当选民革第二届中央常务委员会委员兼任秘书长，连任民革第三届、第四届中央常委兼秘书长。1950年6月在中国人民政治协商会议第一届第二次全体会议上被增补为全国政协委员 ，连任第二届、第三届、第四届全国政协委员。1952年冬，根据中央指示，民革中央的梅龚彬、王昆仑、屈武3人组成秘密党支部，梅龚彬任支部书记。1954年9月当选为湖北省第一届全国人大代表。1957年3月全国人大一届三次会议上增选为全国人大常委，连任第二届、第三届全国人大常委。
文革开始后，受潘汉年案牵连，被隔离审查八年。1975年3月在医院病床上做五律诗《南冠愤》。5月被专案组强行送往江西宜春劳改。8月1日积郁而逝，終年75歲。
1980年1月18日，中共中央在全国政协礼堂为梅龚彬举行追悼会，党和国家领导人胡耀邦、宋任穷、季方、王首道、胡子昂、李维汉、王昆仑等出席，刘宁一致悼词，首度公开评价“一位老党员、老同志”。

## 家庭
妻龚冰若，子梅向明、梅昌明、梅建明。

## 评介
梅龚彬是中共秘密战线上的抗日三杰（另外两杰是新四军的陈希周和八路军的宣侠父）中的领军人物。中共中央在给梅龚彬平反后的悼词中，认为梅龚彬是一个职业革命家。但因为统一战线的需要，官方对梅龚彬的称呼，至死都是民主人士。
梅龚彬为文，长于政论。中国国民党革命委员会成立时所有的重要文件，都是梅龚彬亲自起草的。其中的《中国国民党革命委员会成立宣言》，被冯玉祥将军称赞为：“有诸葛武侯文风”。
梅龚彬为人敦厚，深沉，诙谐，对朋友从无疾言厉色。做事谨慎，行侠仗义，古道热肠，见义勇为，肯帮衬，善守秘密，是朋友中可以托妻寄子的那种。